# 9252 Goddard
9252 Goddard è un asteroide della fascia principale. Scoperto nel 1960, presenta un'orbita caratterizzata da un semiasse maggiore pari a 3,0980533 au e da un'eccentricità di 0,1631174, inclinata di 3,19686° rispetto all'eclittica.
L'asteroide è dedicato allo scienziato statunitense Robert Goddard.